# ضريح الحاجب المنصور
ضريح الحاجب المنصور هو مكان دفن الحاجب المنصور بن أبي عامر في مدينة سالم، الأندلس.

## الموقع
يقع ضريح المنصور بن أبي عامر في مدخل قصره  في مدينة سالم، وهو عبارة عن بناء بسيط طابعه أندلسي تعلوه قبة محززة، تحتها موضع ضريح القائد ، وهو الضريح الوحيد الذي لا يوجد عليه صليب ضمن القبور الموجودة وواضح القدم والأهمال عليه.

## وفاته
توفي الحاجب المنصور في 27 رمضان 392 هـ في مدينة سالم وهو عائد من إحدى غزواته على برغش، التي أصيب فيها بجروح، وكان قد أوصى بأن يدفن حيث مات، ومازال ضريحه موجودا ويعرف بضريح الحاجب المنصور، كان يشتكي علة النقرس. وقد ترك المنصور من الولد اثنين عبد الملك وعبد الرحمن، غير ابنه عبد الله الذي قتله عام 380 هـ. وقد ذكر لنا المؤرخون أربع من زوجاته على الأقل، وهن أسماء بنت غالب الناصري، والذلفاء أم ولده عبد الملك وتريسا بنت برمودو الثاني ملك ليون، وأوراكا ابنة سانشو الثاني ملك نافارا التي تزوجها عام 371 هـ، وأسلمت وسمّاها المنصور «عبدة» وهي أم ولده عبد الرحمن. وقد ترك المنصور من المال 54 بيتًا في مدينته الزاهرة، وقد بلغت غزواته التي غزاها بنفسه 57 غزوة، لم يهزم في أحدها قط.
وقد وضعت على قبره رخامة نُقِش عليها الأبيات التالية:
وقد خلفه في مناصبه ولده عبد الملك الذي سار على نهج أبيه إلى أن توفي عام 399 هـ، فخلفه أخوه عبد الرحمن الذي لم تدم فترته طويلاً حيث دخلت الأندلس في عهده في فترة من الاضطرابات بدأت بمقتله، واستمرت لأعوام وانتهت بسقوط الدولة الأموية في الأندلس وقيام ممالك الطوائف.

## تاريخ الضريح
حين مات القائد الحاجب المنصور، فرح بخبر موته كل أوروبا وبلاد الفرنج، حتى جاء القائد الفونسو إلى قبره ونصب عليه خيمة كبيرة، فيها سرير من الذهب، ونام عليه هو وزوجته.
وقال الفونسو «أما ترونني اليوم قد ملكت بلاد المسلمين والعرب»!! وجلست على قبر أكبر قادتهم.
فقال أحد الموجودين: «والله لو تنفس صاحب هذا القبر ما ترك فينا واحداً على قيد الحياة، ولا استقر بنا قرار».
فغضب الفونسو وقام يسحب سيفه على المتحدث حتى أمسكت زوجته بذراعه، وقالت: «صدق المتحدث، أيفخر مثلنا بالنوم فوق قبره!! والله إن هذا ليزيده شرفاً، حتى بموته لا نستطيع هزيمته، والتاريخ يسجل انتصاراً له وهو ميت، قبحاً بما صنعنا وهنيئاً له النوم تحت عرش الملوك».
الحاجب المنصور، محمد بن أبي عامر العامري، ولد سنه 326 هجرية جنوب الأندلس، دخل متطوعاً في جيش المسلمين، وأصبح قائد الشرطة في قرطبة لشجاعته، ثم أصبح مستشار حكام الأندلس لفطنته، ثم أميراً للأندلس وقائداً للجيوش.
خاض بالجيوش الإسلامية أكثر من 50 معركة، انتصر فيها جميعاً، ولم تسقط ولم تهزم له راية، وطئت قدماه أراضي لم تطأها أقدام مسلم قط.
أكبر انتصاراته غزوة «ليون»، حيث تجمعت القوات الأوروبية مع جيوش ليون، فقُتل معظم قادة هذه الدول، وأُسرت جيوشهم، وأمر برفع الأذان للصلاة في هذه المدينة.
كان ينزل من صهوة الجواد ويمتطي جواداً آخر للكرامة، كان يدعو الله أن يموت مجاهداً لا بين غرف القصور، وقد مات كما يتمنى، إذا وافته المنية وهو في مسيرة لغزو حدود فرنسا.
كان عمره حين مات 60 سنة، قضى منها أكثر من 25 سنة في الجهاد والفتوحات. ، ويؤكد السيد عبد العزيز سالم وعبد الرحمن علي الحجي أن القبر موجود في القاعة الرئيسة لقلعة النسور وهذا معروف من قبل المستشرقين الأسبان.

## صفحات لها صلة
- المنصور بن أبي عامر.

## روابط خارجية
- مؤرخ: ضريح المنصور الحاجب - د.عبد الباقي السيد - جريدة الاهرام 1-4-2017 .
- هنا: المنصور الحاجب  - د.عبد الباقي السيد - جريدة اليوم السابغ 3-4-2017 .